# KFC Wintam
Koninklijke Football Club Volharding Wintam-Eikevliet is een Belgische voetbalclub uit Wintam. De club is aangesloten bij de KBVB met stamnummer 3911 en heeft groen en wit als kleuren.

## Geschiedenis
De club werd op 15 augustus 1939 opgericht als FC Volharding Wintam. De officiële aansluiting bij de KBVB volgde in 1943, waardoor de club het stamnummer 3911 kreeg. Wintam ging in de provinciale reeksen spelen. De club speelde nooit hoger dan Tweede Provinciale. In 1993 kreeg de club de titel Koninklijke.